# Judah ibn Quraysh
Judah ibn Quraysh (in ebraico יהודה אבן קריש‎?, in arabo ﻳﻬﻮﺩة ﺑﻦ ﻗﺮﻳﺶ‎?, Yahūda ibn Quraysh; Tiaret, IX secolo – X secolo) è stato un grammatico e lessicografo ebreo del Maghreb. È considerato un pioniere della filologia ebraica.

## Biografia
Nativo di Tiaret (attuale Algeria), Judah ibn Quraysh probabilmente aderì agli insegnamenti della comunità ebraica di Qayrawan, che all'epoca era uno dei centri ebraici più fiorenti del mondo musulmano, e proprio a Qayrawān avrebbe incontrato il mercante e viaggiatore Eldad ha-Dani, famoso per i suoi racconti mitici.
Ibn Quraysh parlava l'ebraico, l'aramaico e l'arabo.

## Opere
La sua opera principale è la Risāla ("Lettera" inviata alla comunità ebraica di Fez nel secondo trimestre del X secolo).

L'opera è di primissima importanza per la filologia comparata. Judah ibn Quraysh riconosce la parentela delle varie lingue semitiche e il fatto che, anche se il loro sviluppo è diverso, condividono le stesse regole linguistiche. La Risāla fu la prima opera comparativa delle lingue semitiche e il primo studio critico di tali lingue.

Ibn Quraysh sostenne le proprie tesi anche quando queste si discostavano dagli insegnamenti del Mishnah e del Talmud e per questo motivo alcuni hanno erroneamente pensato che fosse un caraita.
Ibn Quraysh avrebbe scritto, oltre alla Risāla, anche un dizionario biblico, ma nulla è certo al riguardo.